# 白頭巾参上
『白頭巾参上』（しろずきんさんじょう）は、1969年10月5日から1970年5月31日まで、松竹と朝日放送の共同製作により、TBS系列局で放送されていた時代劇である。タイガー魔法瓶工業（現・タイガー魔法瓶）の一社提供。全35話。放送時間は毎週日曜 18:30 - 19:00 （日本標準時）。

## 概要
前作『黒い編笠』に続く大瀬康一主演の勧善懲悪物の時代劇である。本作では、医者と剣士の二面性を持つ主人公が設定された。
TBS系の日曜18:30枠では初のカラーテレビ対応作品である。前作まではダイハツ工業の一社提供で放送していたが、本作はタイガー魔法瓶の一社提供となった。

## あらすじ
主人公・八代道伯は医者であるが、彼にはもう一つの顔があった。それは、庶民を泣かせる悪者に敢然と立ち向かう謎の正義の剣士「白頭巾」だった…。

## キャスト
- 八代道伯／白頭巾：大瀬康一
- きく（水上同心の妹）：小橋玲子
- 水上新二郎（同心）：古川ロック
- 文吉（目明し）：河上一夫（第３話での役名は「目明し権次」）
- お紺（女将）：千原万紀（第6話、第11話）
- 秋山（同心）：大木悟郎（第15話、第34話）

- その他、黛康太郎、丸尾好弘、藤原英昭、田代進、山内八郎らがセミレギュラー的に毎回違う役柄で出演している。

## スタッフ
- 脚本：浅間虹児、松尾佳成
- 監督：深田昭、松野宏軌
- 音楽：山下毅雄
- 製作：松竹、朝日放送

## 主題歌（第14話から）
- テイチクレコード
- Ａ面「白い影の男」
- Ｂ面「荒野に賭ける」
- 作詞：浅間虹児
- 作曲：山下毅雄
- 唄：浜丈二

## 放映リスト
| 各話   | サブタイトル         | 脚本              | 監督       | ゲスト |
| ------ | -------------------- | ----------------- | ---------- | --- |
| 第1話  | 裏切り者をさがせ     | 香住春吾          | 梅津明治郎 | 岡部吉兵衛：宗方勝巳、板倉主膳：山岡徹也、浪士黒川：山波宏、秋山：大木晤朗、宗吉：中山孝章、職人：千代田進一、老婆：三田一枝、浪士：黛康太郎、戸板幸男、石倉英彦、岡真吾、山口忠郎、侍一：中林章                                                                 |
| 第2話  | 刺客狩り             | 淺間虹児          | 深田昭     | 鳥追女：姫ゆり子、百姓：本郷秀雄、行商人：海老江寛、職人：神戸瓢介、悪党：阿波地大輔、虚無僧：唐沢民賢、浪人：黛康太郎、職人：賀川泰三、百姓の女房：島村昌子 |
| 第3話  | お礼参り             | 淺間虹児          | 深田昭     | さき：新藤恵美、丑松：兼田弘三、寅吉：坂下道人、松吉：山本一郎、茂吉：田中泰孝、荒くれ男：田代進、丸尾好弘、扇田喜久一、徳田勲 |
| 第4話  | 危機一髪             | 淺間虹児          | 深田昭     | 大野十蔵：和崎俊也、なべ：三田一枝、手先Ａ：丸尾好弘、手先Ｂ：横山勝、少女冴：由利万紀子 |
| 第5話  | 密使が散った         | 淺間虹児          | 深田昭     | 近江屋善右衛門：穂積隆信、家老：市川男女之助、松平忠明：島田昌彦、重臣一：乃木年雄、番頭政治郎：田中弘史、斎藤源心：黛康太郎、松吉：藤原英昭、定吉：森章二、藩士Ａ：和田正信、悪党Ａ：小沢文也、辰吉：平井靖、梅吉：徳田勲                                       |
| 第6話  | 狐と狸               | 松原佳成 淺間虹児 | 深田昭     | むささびの三吉：森健二、三河屋甚兵衛：北原将光、女将お紺：千原万紀、高岡鉄之進：田代恵介、番頭虎造：藤原英昭、用心棒左内：坂下道人 |
| 第7話  | 救出                 | 松原佳成          | 梅津明治郎 | 大助：二瓶康一、原島久造：城所英夫、ローガン：ピーター・ウィリアムス、内藤若狭守：志摩靖彦、雲海和尚：飯田覚三、赤沼一鉄：玉生司郎、警固の侍：丸尾好弘、田代進、西崎健、夜食係：山内八郎                                                                         |
| 第8話  | 二度死んだ男         | 淺間虹児          | 松野宏軌   | 喜代香：原良子、岩常：永山一夫、仙造：市村昌治、大垣甚内：上杉高也、忍びの男：黛康太郎 |
| 第9話  | 眼には眼を           | 松原佳成          | 松野宏軌   | 吉田陣内：川合伸旺、滝川多聞：永井秀明、大熊：高村俊郎、平井：大木晤朗、荒尾：日高久、きこり：芦田鉄夫、かごや：松尾勝人、横堀秀勝 |
| 第10話 | 大殺陣               | 淺間虹児          | 松野宏軌   | 家老白鳥右京：桑山正一、新堂弥五郎：永田光男、倉田京十郎：波田久男、松平信明：石倉英彦、藩士Ａ：不動匡司、藩士Ｂ：浜砂秀男、上州屋：宮武要人、娘：小谷悦子、腰元Ａ：但馬和子、腰元Ｂ：藤田恵子                                                                   |
| 第11話 | 目撃者を消せ         | 松原佳成          | 深田昭     | たえ：岸久美子、千吉：近藤正臣、阿波剛蔵：不破潤、下川伴内：汐路章、権次：柳川清、お紺：千原万紀、酔っ払いの男：黛康太郎、牢番：藤原英昭、船付同心：吉田聖一 |
| 第12話 | 嘘から出たまこと     | 淺間虹児          | 松野宏軌   | 原田重兵衛：高木二郎、角五郎：加藤浩、お甲：小倉康子、菊松：二宮博児、女将お由：小柳圭子、飛車常：玉生司郎、金八：鈴木晴雄、銀次：黛康太郎、行商人：藤原英昭、手先Ａ：丸尾好弘、手先Ｂ：横山勝、牢番：山内八郎、番頭：新田猛                                     |
| 第13話 | 帰って来た男         | 鈴木兵吾          | 梅津明治郎 | 小月彦四郎：藤岡弘、石川伝鬼：五味竜太郎、家老友成：西山辰夫、池内甚内：柳原久仁夫、志乃：國睦子、達也：加賀爪芳和 |
| 第14話 | 見知らぬ男           | 淺間虹児          | 深田昭     | 左馬之助：石浜朗、お葉：三島ゆり子、志津：宮田圭子、芸妓染吉：岡田千代、番頭茂平：寺下貞信、伊藤新吾：南勝、女中：春増優子、旦那：佐々木松之亟、侍：横山勝 |
| 第15話 | 炎の雨               | 松原佳成          | 梅津明治郎 | 伝次：三島耕、隼の左源太：堀田真三、同心秋山：大木悟郎、白河兵庫：楠年明、雨宮数馬：黛康太郎、有本：丸尾好弘、かごや：藤原英昭 |
| 第16話 | 虫けらの唄           | 淺間虹児          | 深田昭     | 仙太：樋浦勉、川辰：杉山昌三九、美代：一ノ木真弓、駒甚：天王寺虎之助、山政：藤尾純、政五郎：諸口旭、用心棒Ａ：兼田次二、女中：武田禎子、用心棒Ｂ：浜伸二、用心棒Ｃ：丸尾好弘、屋台の親父：山内八郎、やくざ：藤原英昭                                             |
| 第17話 | 黒い殺意             | 松原佳成          | 松野宏軌   | 色丹の次郎：江幡高志、歯舞の五郎：守田学哉、根室の熊蔵：鈴木金哉、お房：島村昌子、倅・金太：片桐秀樹、寅松：藤原英昭、長屋の男Ａ：西崎健、長屋の男Ｂ：扇田喜久二、長屋の女：但馬和子、百姓：田代進、軽業師風の男：徳田勲、舟頭風の男：平井靖、猟師風の男：新田猛 |
| 第18話 | 賞金稼ぎ             | 淺間虹児          | 深田昭     | 筧十蔵：上野山功一、おえん：阿井美千子、さき：岩井友見、黒岩の新兵衛：山岡徹也、大熊：有馬宏治、手先：丸尾好弘 |
| 第19話 | 黄金の掟             | 松原佳成          | 深田昭     | 石橋大膳：田口計、多田主水正：岩田直二、河野半蔵：西山嘉孝、金作：北見唯一、お冴：北口千春、くめ：木下サヨ子、西野伴内：兼田次二、堂本源之進：森章二、町人：宮武要人、女：原純子、三木次郎兵衛：黛康太郎                                                         |
| 第20話 | 道場破り             | 淺間虹児          | 松野宏軌   | 荒川左門：北原義郎、榊原十左衛門：志摩靖彦、娘妙：武原英子、多田弥五郎：玉生司郎、宗方伊織：国富論、山口仙右衛門：浜崎満、藤井兵助：芦田英輔、林田十郎：不動匡司、門弟Ａ：服部真美、門弟Ｂ：瀬戸内正                                                             |
| 第21話 | 死を招く男           | 松原佳成          | 松野宏軌   | ジョーヂ坂口：沼田曜一、小百合：鮎川いづみ、淡路屋：北村英三、水野鉄心：黛康太郎、岡村作造：丸尾好弘、手代Ａ：藤原英昭、手代Ｂ：田代進、乞食：新田猛 |
| 第22話 | 凄い奴らがやって来た | 淺間虹児          | 深田昭     | 江戸五郎衛門：神田隆、父親：入江慎也、母親：門之内純子、世話役：市川男女之助、番太：乃木年男、女の子：由利由子、文吉の女房：石川阿弥子、番頭：小津敏、若い母親：佃和美、十五人衆：丸尾好弘、黛康太郎、兼田好二、西崎健                                           |
| 第23話 | 十手は知っていた     | 淺間虹児          | 松野宏軌   | 日下仙十郎：御木本伸介、綾：霧立はるみ、結城屋：植村謙二郎、黒川：上杉高也、お由：香月京子、丑松：徳田実、女将：八代郷子、同心：兼田好二 |
| 第24話 | 浪人狩り             | 淺間虹児          | 深田昭     | 力石源八：草野大悟、宇野主水：不破潤、大家：山路義人、大野：飯田覚三、木原精四郎：田中泰孝、その兄：黛康太郎、用人：田代進、ゆき：志乃原良子、浪人：家野繁次、兼田好二、丸尾好弘、西崎健                                                                         |
| 第25話 | 子の刻               | 淺間虹児          | 松野宏軌   | 大五郎：戸上城太郎、気違い馬：武周暢、般若の政：水島真哉、船頭仙造：遠山二郎、茂助爺さん：橘光造、娘お京：鶴田圭子、手先：田代進 |
| 第26話 | 賭けていたあいつ     | 淺間虹児          | 深田昭     | 永井一角：笈田勝弘、家老吉田：沢村宗之助、大番頭竹中：高杉玄、用人立花：奥田義博、藩士：黛康太郎、浜伸二、谷口春美、横堀秀勝、お加代：平岩一美、そばや：山内八郎                                                                                                 |
| 第27話 | 声なき戦い           | 淺間虹児          | 淺間虹児   | お栄：松木路子、新藤平八：阿波地大輔、黒岩十郎左衛門：北見唯一 |
| 第28話 | 挑んで来た男         | 淺間虹児          | 松野宏軌   | 半次：唐沢民賢、お艶：姫ゆり子、加納十兵衛：宗方勝巳 |
| 第29話 | 凄くて弱いやつ       | 淺間虹児          | 深田昭     | 荒井熊十郎：高橋俊行、吉田一斉：山村弘三、雪絵：宮田圭子、浪人：諸口旭 |
| 第30話 | 復讐                 | 松原佳成          | 松野宏軌   | 山崎屋徳兵衛：永田光男、的場一剣：亀石征一郎、千代：磯村みどり |
| 第31話 | 人斬り稼業           | 淺間虹児          | 松野宏軌   | 惣助：柳川清、加賀屋嘉衛門：永野達雄、屋台の親爺：山内八郎、蕪木平八郎：葉山良二 |
| 第32話 | 牢破り               | 淺間虹児          | 松野宏軌   | 三次：二瓶康一、客：山本一郎、丑松：石倉英彦、お銀：浅茅しのぶ |
| 第33話 | 危険な町             | 松原佳成          | 深田昭     | 粕谷伝八：汐路章、杉戸の政五郎：出水憲司、松戸屋六兵衛：阿木五郎、吾作：山内八郎、取手の常：岸田森 |
| 第34話 | 俺は知らない         | 淺間虹児          | 松野宏軌   | 川越屋甚兵衛：山村弘三、源次：波田久夫、同心秋山：大木悟郎、お栄：北川めぐみ |
| 第35話 | 刃と心               | 淺間虹児          | 深田昭     | 杉山十吾：森次浩司、たえ：中村信子、大井：斎穏寺忠雄、芳松の母：島村昌子、かみさんA：八代郷子、かみさんB：綿岡好枝、小田：黛康太郎、婆さん：三田一枝、おゆき：正桐衣麻、かみさんC：小道むつみ                                                                    |

## 参考資料
- テレビドラマデータベース[どれ?]